# قلب عقرب (فیلم)
 قلب عقرب (به آلمانی: Antares) فیلمی در ژانر درام به کارگردانی گوتز اشپیلمن محصول سال ۲۰۰۴ کشور اتریش است. این فیلم به عنوان نماینده اتریش برای شرکت در هفتاد و هفتمین دوره جوایز اسکار معرفی شد اما نتوانست جزو نامزدان نهایی قرار گیرد.

## داستان
ماجرای فیلم در مورد یک تصادف اتومبیل مرگبار است که داستان موازی زندگی سه زن متفاوت را به بحران می‌کشاند…